# Jaffe Wink
 (mai 2011).
Améliorez-le ou discutez des points à vérifier. 
Jaffe Wink (15 juin 1951 à Scheemda) est le rédacteur en chef du journal Opinio et ancien responsable d'un supplément hebdomadaire du quotidien de centre gauche Trouw.